# Naaldwijk
Naaldwijk è una località olandese situata nel comune di Westland, nella provincia dell'Olanda Meridionale.
In precedenza la municipalità di Naaldwijk, che comprendeva anche i paesi di Maasdijk e Honselersdijk, aveva un totale di 20 269 abitanti (al 2001).
Nel gennaio 2004 confluì nel nuovo comune di Westland per fusione con i comuni di Monster, 's-Gravenzande, De Lier e Wateringen.